# Bella Raey
Issabella (Bella) Raey (Cowpen, 1900-1979) fue una jugadora de fútbol inglesa entre 1917 y 1919. Jugó como delantera centro para el Blyth Spartans y la selección inglesa, anotó 133 goles en una temporada, en la racha invicta de 30 partidos de su equipo para ganar la Copa Munitionettes y fue la jugadora más conocida. Esto ocurrió en un momento en el que la participación de las mujeres en el fútbol competitivo público era controvertida.

## Biografía
Raey nacida en Cowpen, Northumberland, en 1900, era hija de un minero del carbón. Trabajó en una fábrica de municiones y jugó al fútbol en el Blyth Spartans durante la Primera Guerra Mundial. Después de la guerra, se casó, se convirtió en la señora Henstock y tuvo una hija. Siguió trabajando hasta los 60 años en una granja. Murió en 1979.

## Trayectoria deportiva
Durante la Primera Guerra Mundial, se suspendió el fútbol de liga competitivo en Gran Bretaña. Sin embargo, el juego seguía siendo popular y se celebraban partidos entre equipos de aficionados para elevar la moral, entretener y recaudar fondos benéficos. En agosto de 1917, mujeres que trabajaban como estibadoras y en fábricas de municiones en los muelles del sur de Blyth (Northumberland, Reino Unido) formaron un equipo de fútbol llamado Blyth United Munitions Ladies, Blyth Spartans Ladies y Blyth Spartans Munitionettes. Rápidamente se convirtió en el mejor equipo de fútbol femenino del noreste de Inglaterra, con la ayuda de la habilidad de Raey. El equipo jugó en el Croft Park, sede del Blyth Spartans AFC. A los partidos acudía numeroso público y el dinero recaudado en las taquillas se donaba a obras benéficas. Desde septiembre de 1917 hasta mayo de 1918, el equipo compitió en la Munitionettes' Cup (oficialmente llamada Copa Alfred Wood Munition Girls Challenge). El Blyth Spartans ganó 26 y empató cuatro de los partidos en su camino de ganar la Munitionettes' Cup. Raey marcó 133 goles durante la serie de 30 partidos, incluidos seis en un partido y cuatro en la final de Ayresome Park, Middlesbrough.
A finales de diciembre de 1917, Raey optó por jugar para su equipo contra Newcastle Ladies, en lugar de disputar un partido de prueba en Wallsend para conseguir una plaza en la selección inglesa. Había sido seleccionada para el equipo de las Posibles, en lugar del de las Probables. Sin embargo, al final de la temporada de 1918 tuvo la oportunidad de jugar como internacional, primero el 6 de julio de 1918 contra las Tyneside Internationals para un equipo llamado North of England, y finalmente el 20 de julio en el St James' Park en Newcastle, jugando de delantera centro, contra un equipo internacional escocés. Insólitamente, no marcó ningún gol en este último partido que Inglaterra ganó 3-2.
El equipo se disolvió durante la temporada 1918-19 y, en 1921, la Asociación de Fútbol prohibió al fútbol femenino de Inglaterra utilizar sus campos. Sin embargo, en 1921 se organizaron varios partidos de fútbol femenino para recaudar fondos para los mineros y sus familias durante un conflicto del carbón que duró tres meses. Raey jugó para varios equipos, entre ellos Cowpen, Cambois y Blyth, y segu
ia siendo una prolífica goleadora. El 25 de mayo de 1921, Cowpen ganó un partido contra Bebside 4-0 y Raey marcó todos los goles.

## Reconocimientos
En noviembre de 2018 se instaló una placa azul conmemorativa en la grada de Croft Park, sede del actual Blyth Spartans AFC.
La historia de Raey aparece en la película Asunder, una película de Esther Johnson (productora cinematográfica) financiada por la comisión artística del centenario de NOW WW1.